# Oedemopsis dentipara
Oedemopsis dentipara är en stekelart som beskrevs av Ian D. Gauld 1997. Oedemopsis dentipara ingår i släktet Oedemopsis och familjen brokparasitsteklar. Inga underarter finns listade i Catalogue of Life.